# 米勒斯公園
米勒斯公园（瑞典語：Millesgården）是瑞典斯德哥爾摩的一座美術館和雕塑花園，位於利丁厄島。邁爾斯花園是雕塑家卡尔·米勒斯和他的妻子的住家花園。

## 外部連結

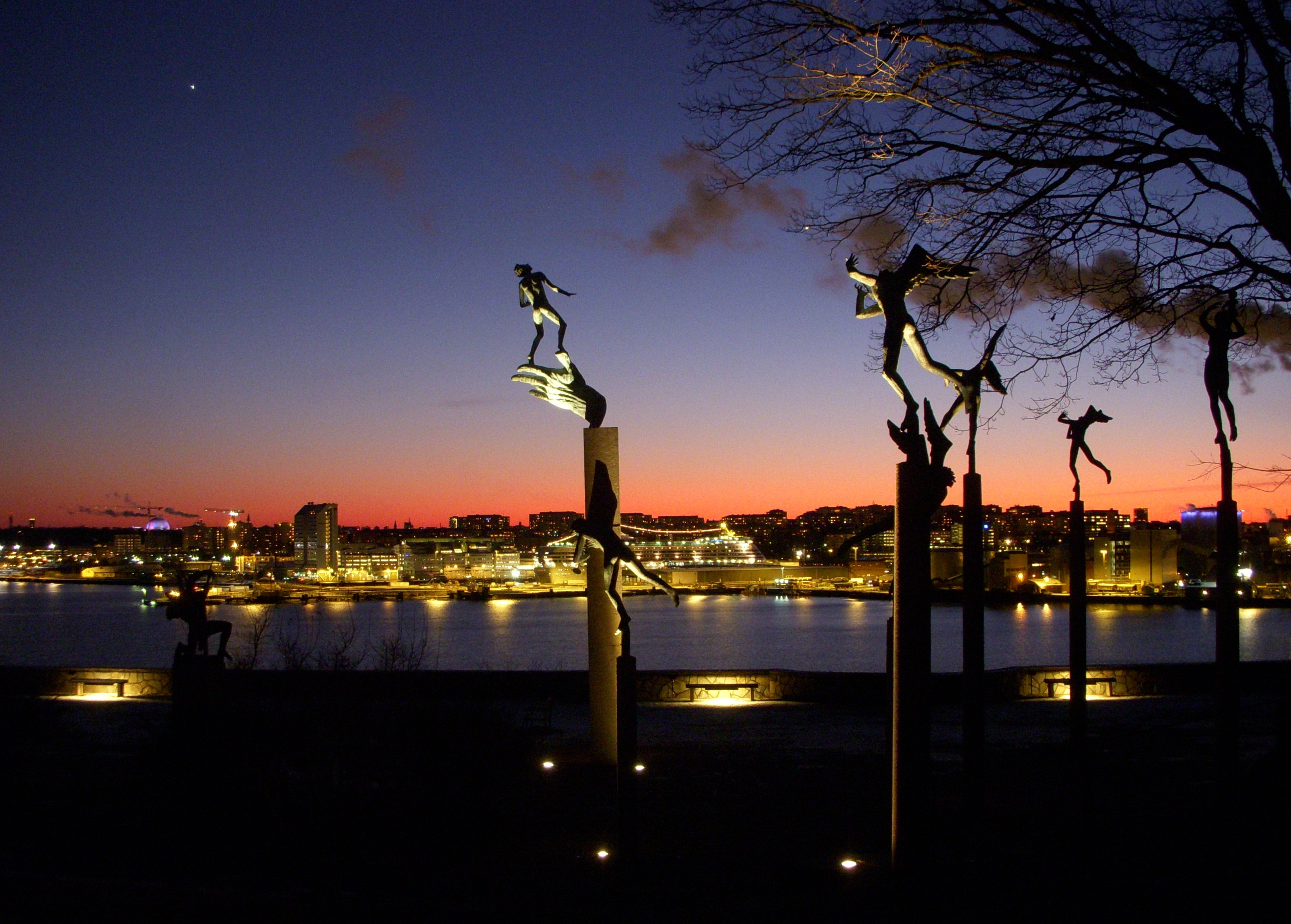
米勒斯公园

- Millesgården website （页面存档备份，存于） (in English and Swedish)